# گلم (گروه موسیقی)
گلم (انگلیسی: Glam; کره‌ای: 글램) گروه دخترانه اهل کره جنوبی بود که در سال ۲۰۱۲ توسط سورس میوزیک و بیگ هیت میوزیک تشکیل شد. گروه شامل پنج عضو بود: زینی، ترینیتی، جی‌یون، داهی و می‌سو. آنها اولین گروه دخترانه سورس میوزیک و بیگ هیت میوزیک بودند. گروه در سال ۲۰۱۲ با انتشار تک‌آهنگ «پارتی اکس‌اکس‌او» به صورت رسمی فعالیتش را آغاز کرد. گلم در سال ۲۰۱۵ منحل شد. نام گروه به معنای «Girls be Ambitious» است.